# トリフルリジン・チピラシル
トリフルリジン（Trifluridine、TFT）は、抗悪性腫瘍剤ならびに抗（ヘルペス）ウイルス剤として利用されているデオキシウリジンの誘導体である。抗悪性腫瘍製剤としては、5-FU系薬剤に抵抗性となった治癒切除不能な進行・再発の結腸・直腸癌に対する治療薬として、チピラシル塩酸塩を配合した（配合モル比　トリフルリジン：チピラシル＝2：1）錠剤が商品名ロンサーフ配合錠（開発コードTAS-102）として大鵬薬品工業より販売されている。チピラシルはトリフルリジンの分解酵素であるチミジンホスホリラーゼを阻害する事で、トリフルリジンのバイオアベイラビリティを高める役割を持つ。

## 効能または効果
- 治癒切除不能な進行・再発の結腸・直腸癌
- がん化学療法後に増悪した治癒切除不能な進行・再発の胃癌

## 作用機序

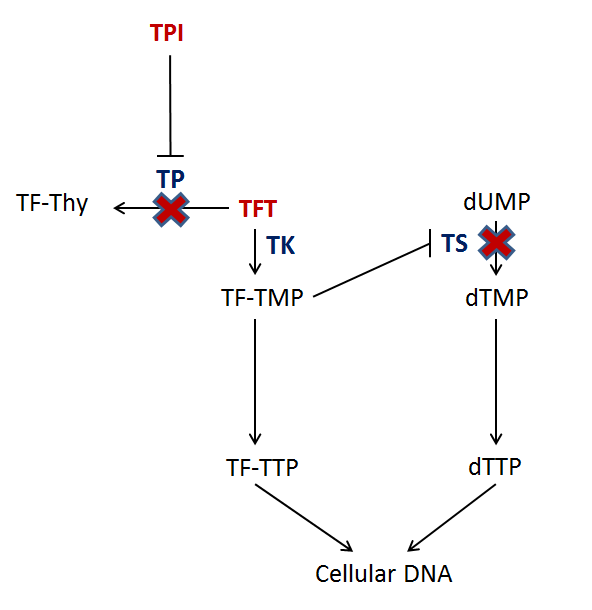
TAS-102―トリフルリジン・チピラシルの作用部位

トリフルリジン・チピラシルは細胞毒性を持つトリフルリジンとチミジンホスホリラーゼ特異的阻害剤であるチピラシルのモル比2：1の混合物である。
トリフルリジンはデオキシウリジンの塩基のメチル基がトリフルオロメチル基に置換した構造であり、チミジル酸キナーゼ（TK）によりリン酸化されてTF-TMPとなり、チミジル酸生成酵素（TS）の146位のチロシンに結合してその活性を失わせる。またdTTPの合成を阻害する作用を持つ。TSの阻害はdTTPの欠乏を招き、ウラシルがDNAに混入する機会を増加させる。
同時に、TF-TMPが三リン酸化されてTF-TTPとなり、DNA合成酵素によりDNA中に取り込まれるが、水素結合しないのでアデニンとの塩基対を形成することができない。これらの異常により細胞死が誘導され、または、ウイルス複製が阻止される:20。
加えて、チピラシルがチミジンホスホリラーゼ（TPR）を阻害し、トリフルリジンの分解を遅らせる。また経口投与した時、チピラシルは抗血管新生作用を持つ。TPRは血管新生時の血小板由来内皮細胞成長因子（PD-ECGF）としてのみならず、内皮細胞の走化性を刺激する産生物でもある。

## 副作用
トリフルリジン・チピラシルの重大な副作用は、好中球減少、白血球減少、貧血、血小板減少、リンパ球減少、発熱性好中球減少症等の骨髄抑制、肺炎、敗血症等の感染症、ならびに間質性肺疾患である。
その他10%以上の患者に下痢、悪心、嘔吐、食欲減退、疲労が発現する。
なお、転移・再発乳癌の第I相試験においては、grade 3～4の好中球数減少が多発したという。

## 開発の経緯
5-FUが1957年に合成されて以来、フッ化ピリミジン系化合物は様々な癌の治療に極めて有用とされてきたが、5-FUを長時間点滴静注する事による負担や腫瘍の抵抗性獲得等の課題を克服するため、より利便性が高く有効なフッ化ピリミジンの開発が望まれていた。トリフルリジンは1964年に初めて合成された。1960年代終盤、トリフルリジン単剤の点滴静注について第I相および第II相臨床試験が実施されたが、血中半減期が極めて短く（12分）、有用性は確認されなかった。その後、投与方法を修正して2.5mg/kg/日を分割して3時間毎に8〜13日間投与する臨床試験が乳癌および結腸癌について実施され、有効性が確かめられた。乳癌では23名中8名で奏効し、結腸癌では6名中1名でほぼ完全寛解に近い効果が見られたが、再燃が速かった。その結果、トリフルリジン単剤の癌に対する臨床試験は中止された。
後に、トリフルリジンを経口投与すると肝臓の初回通過効果でチミジンホスホリラーゼ（TPR）により不活性な5-トリフルオロメチルウラシル（5-トリフルオロメチルピリミジン-2,4(1H,3H )-ジオン；FTY）に分解されることが判明した。この事からTPR阻害薬を併用すれば血中濃度を増加・維持できるとの仮説が立てられた。

## 臨床試験
日本国内では2006年に第I相臨床試験が開始され、2009年に開始された第II相臨床試験で全生存期間の延長が確認された:1。
2011年に第II相臨床試験の結果が発表され、第III相臨床試験は2014年に終了した。
2014年12月時点では英国で第II相臨床試験実施中である。
2015年3月、日米欧で実施された第III相臨床試験（RECOURSE試験、登録患者数：800名）の結果が発表された。生存期間の中央値は、トリフルリジン・チピラシル群：7.1ヶ月 vs 偽薬群：5.3ヶ月で、高度な有意差が認められた（ハザード比：0.68、p<0.0001）。また無増悪生存期間も延長した（ハザード比：0.48、p<0.0001）。

## 承認状況等
2014年3月、日本で「治癒切除不能な進行・再発の結腸・直腸癌（標準的な治療が困難な場合に限る）」について承認された。その後の2015年3月、RECOURSE試験の結果を受けて、承認内容が「治癒切除不能な進行・再発の結腸・直腸癌」に変更された。
2014年10月、米国でトリフルリジン・チピラシルがFDA優先審査品目に指定されてNDA申請資料の段階的提出が開始され、2014年12月に提出完了し、2015年2月にFDAが申請を受理した。2016年1月に承認された。
2015年3月、欧州医薬品庁にトリフルリジン・チピラシルの販売承認申請が提出され、2016年4月に承認された。